# Тулуб, Сергей Борисович
Сергей Борисович Тулуб (укр. Сергій Борисович Тулуб; род. 13 августа 1953, Сталино) — украинский политик, Герой Украины (2004).
Государственный служащий 1 ранга (2000). Был членом КПСС, затем Партии Регионов. Академик Международный академии безопасности жизнедеятельности, академик Академии инженерных наук Украины, доктор технических наук. Член Комитета по Государственным премиям Украины в области науки и техники.

## Образование
В 1971 году начал обучение в Харьковском инженерно-экономическом институте, в 1972 году перешёл в Донецкий политехнический институт, который и закончил в 1976 по специальности «Организация горной промышленности», горный инженер-экономист. В 1990 году окончил Академию общественных наук («Теория социально-политических отношений», политолог).

## Трудовая деятельность
С сентября 1970 по август 1971 года работал подземным доставщиком-такелажником шахты «Кировская» комбината «Донецкуголь». С сентября 1976 года — горный мастер шахты им. Скочинского ПО «Донецкуголь», с марта 1977 года горный мастер шахты «Коммунист» ПО «Шахтерскантрацит».
С июля 1978 года помощник начальника участка шахты «Коммунист», с октября 1981 года начальник смены шахты «Коммунист» ПО «Шахтерскантрацит». С ноября 1981 года инструктор промышленно-транспортного отдела Харцызского горкома КПУ. С марта по сентябрь 1983 года главный инженер шахты «Харцызская» ПО «Октябрьуголь», затем до января 1986 года — директор шахты «Харцызская». С января по август 1986 года директор шахтоуправления «Харцызская». С августа 1986 по август 1990 года первый секретарь Харцызского горкома КПУ.
С августа 1990 по октябрь 1992 года — директор по капитальному строительству ПО «Октябрьуголь». С октября 1992 по сентябрь 1994 года технический директор ПО «Шахтерскуголь», затем до октября 1996 года генеральный директор ПО «Шахтерскуголь». С октября 1996 по сентябрь 1997 года гендиректор — председатель правления ГХК «Шахтерскантрацит».
С сентября по октябрь 1997 года — начальник главного управления угольной промышленности и энергетики Донецкой облгосадминистрации. Октябрь 1997 — июнь 1998 заместитель председателя Донецкой облгосадминистрации по вопросам промышленности, энергетики, транспорта и связи.
С июня 1998 по декабрь 1999 года — министр угольной промышленности Украины. С декабря 1999 по июнь 2000 года министр топлива и энергетики Украины. С августа 2000 по ноябрь 2002 года заместитель Секретаря Совета национальной безопасности и обороны Украины. С июня 2002 по апрель 2004 года президент ГП «НАЭК „Энергоатом (Украина)“». С апреля 2004 по 3 февраля 2005 года — министр топлива и энергетики Украины — президент ГП «НАЭК „Энергоатом (Украина)“».
После прихода к власти Ющенко в 2005 году отправлен на пенсию. С мая 2006 по сентябрь 2006 года народный депутат Верховной Рады Украины 5-го созыва (от Партии регионов), заместитель председателя Комитета по вопросам топливно-энергетического комплекса, ядерной политики и ядерной безопасности.
В августе 2006 года снова назначен министром угольной промышленности Украины (до декабря 2007 года). С 11 марта 2010 года — внештатный советник президента Украины.
С 6 апреля 2010 по 7 марта 2014 года — глава Черкасской областной государственной администрации.

## Личная жизнь
- Жена — Галина Олеговна (род. 1956).
- Дети — сын Борис (род. 1983) и дочь Владислава (род. 1976).

## Награды и звания
- Герой Украины (с вручением ордена Державы, 6 августа 2004 — за выдающиеся личные заслуги перед Украинским государством в развитии атомной энергетики, многолетний самоотверженный труд).
- Награждён орденом «За заслуги» III степени (август 1999); знаками «Шахтерская слава» III, II, I степеней; знаками «Шахтерская доблесть» III, II, I степеней; медалью «За трудовую доблесть» (1986).
- Лауреат Государственной премии Украины в области науки и техники (2000).
- Заслуженный деятель науки и техники Украины (2003).
- Почетная грамота Верховной Рады Украины (2003).
- Почетная грамота Кабинета Министров Украины (2004).
- Орден князя Ярослава Мудрого V степени (2013)[6].